# زاك وايتبريد
زاك بينيامين وايتبريد (بالإنجليزية: Zak Benjamin Whitbread)‏ (4 مارس 1984 هيوستن الولايات المتحدة - ) هو لاعب كرة قدم أمريكي، يلعب كمدافع.

## روابط خارجية
- زاك وايتبريد على موقع الاتحاد الدولي (مؤرشف)  (الإنجليزية)
- زاك وايتبريد على موقع الاتحاد الأوربي (الإنجليزية)
- زاك وايتبريد على موقع قاعدة بيانات كرة القدم.إي يو (الإنجليزية)
- زاك وايتبريد على موقع Soccerbase.com (لاعب) (الإنجليزية)
- زاك وايتبريد على موقع Soccerway.com (الإنجليزية)
- زاك وايتبريد على موقع عالم كرة القدم.نت (الإنجليزية)